# Joan Voûte
Joan George Erardus Gijsbertus Voûte (Madioen, 7 juni 1879 – Den Haag, 20 augustus 1963) was een Nederlands astronoom.

## Levensloop
Joan Voûte werd geboren in Madioen op Java, waar zijn vader administrateur was van de cultuurmaatschappij Panggoongsari. De voorouders van Voûte waren hugenoten. Het geslacht Voûte is opgenomen in Nederland's Patriciaat. Voûte studeerde civiele techniek in Delft, maar kreeg al tijdens zijn studie belangstelling voor de astronomie, met name voor het bestuderen van veranderlijke sterren. Na zijn afstuderen kwam hij in dienst van de Leidse Sterrenwacht en werkte daar aan de studie van dubbelsterren. In 1913 kreeg hij een aanstelling bij het Cape Observatory in Kaapstad. Hier verrichtte hij parallaxmetingen en deed hij opnieuw onderzoek aan dubbelsterren. Hij werd in 1917 lid van de Royal Astronomical Society. Zijn voorlopige studie over de parallax van Proxima Centauri verscheen in 1917. In deze studie toonde Voûte aan dat Proxima Centauri op dezelfde afstand staat als het Alpha Centauri-systeem.
In 1919 keerde Voûte terug naar Java. In Nederlands-Indië stond het astronomisch onderzoek toen nog in zijn kinderschoenen. Door het KNMI was in 1866 het Koninklijk Magnetisch en Meteorologisch Observatorium (KMMO) in Weltevreden opgericht, waar voornamelijk aardwetenschappelijk en seismologisch onderzoek werd verricht. Regelmatig werden er echter ook onderzoekers naar het KMMO gestuurd om bepaalde verschijnselen aan de sterrenhemel te bestuderen. Ook Voûte had hier een aanstelling gekregen – met de toezegging van directeur De Sitter van de Leidse Sterrenwacht dat hij een telescoop zou krijgen, die in Leiden niet meer gebruikt werd. Toen dit laatste ter ore kwam van de vermogende theeplanter Karel Albert Rudolf Bosscha zocht deze contact met Voûte om met hem te spreken over de bevordering van de astronomie in Indië. Dit contact leidde in 1920 tot de oprichting van de Nederlandsch-Indische Sterrenkundige Vereeniging. Een van de doelstellingen van de vereniging was de bouw van een permanente sterrenwacht. Bosscha stelde zich daarbij garant voor de financiering van een grote dubbele Zeiss-refractor. Het naar de vader van Bosscha vernoemde Bosscha Observatorium werd op 1300 meter hoogte gebouwd bij Lembang op West-Java. De opening vond plaats in 1923. De refractor van 60 cm werd in 1928 officieel in gebruik genomen. Voûte was er van 1923-1940 de eerste directeur. Het werk van het observatorium was onder meer gericht op de bestudering van dubbelsterren, parallaxmetingen en de fotometrie van veranderlijke sterren en clusters. De resultaten werden gepubliceerd in de Lembang Observatory Annals.
Ter bestudering van de zonsverduistering van 21 september 1922 vond er onder leiding van Voûte – die toen nog werkte bij het KMMO in Weltevreden – van eind juli tot begin oktober 1922 een Duits-Nederlandse expeditie plaats naar het zuidelijk van Java gelegen Christmaseiland. De opnames die men van de zonsverduistering zouden maken, zouden gebruikt kunnen worden om de relativiteitstheorie van Albert Einstein te toetsen. Hoewel het doel van de expeditie niet bereikt werd wegens het slechte weer werd vanwege het wetenschappelijke belang van deze expeditie aan Voûte in 1923 een eredoctoraat verleend door de faculteit filosofie van de Friedrich-Wilhelms-Universiteit in Berlijn.
Tijdens de Japanse bezetting van Java werd Voûte gevangengenomen. In deze periode ging zijn gezondheid achteruit. Na de oorlog trok hij naar Australië om later in zijn leven naar Den Haag te verhuizen, waar hij in 1963 overleed.

## Privéleven
Joan Voûte is drie keer getrouwd geweest. Zijn eerste twee huwelijken eindigden in een scheiding. Hij had twee dochters, waarvan er één in haar eerste levensjaar stierf.